# Rádiócsillagászat

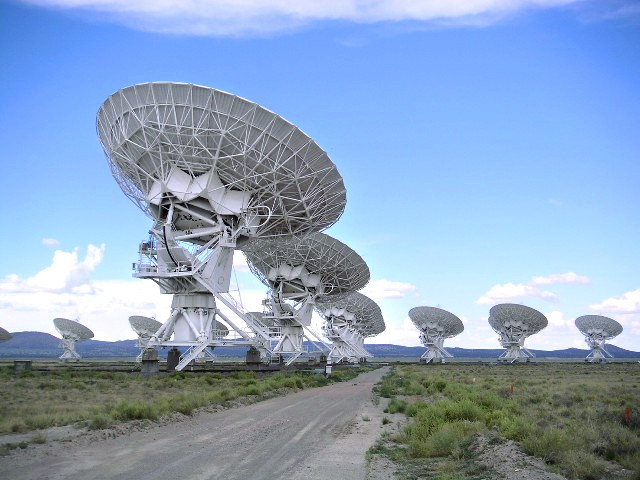
VLA rádió interferométer, New Mexico, USA

A rádiócsillagászat a csillagászat olyan területe, amely az égi objektumokkal a rádióhullámok tartományában foglalkozik.
A rádiócsillagászat az 1930-as években kezdődött, amikor Karl Jansky először észlelt a Tejút felől rádióhullámokat. Ezt követően különböző forrásokból észleltek rádiófrekvenciás sugárzásokat. Ezen források közt voltak csillagok, galaxisok, és egészen új osztálya az égitesteknek, mint a rádiógalaxisok, kvazárok, pulzárok és csillagászati mézerek. A rádiócsillagászatnak köszönhető a kozmikus háttérsugárzás felfedezése, amely a Nagy Bumm elmélet kialakulásához vezetett.
A rádiócsillagászat alapvető tartozéka a rádióantenna, amit rádiótávcsőnek hívnak. Ezek lehetnek egyedülálló antennák és több antenna együttes rendszere, amelyek a rádió interferometria és az apertúraszintézis módszerével értékelik ki a jeleket.
A rádió interferometria lehetővé teszi a nagy térbeli felbontásokat azáltal, hogy nem a vizsgált tárgyak nagyságát, hanem a tárgyak közötti távolságot értékeli ki.

## Történelem

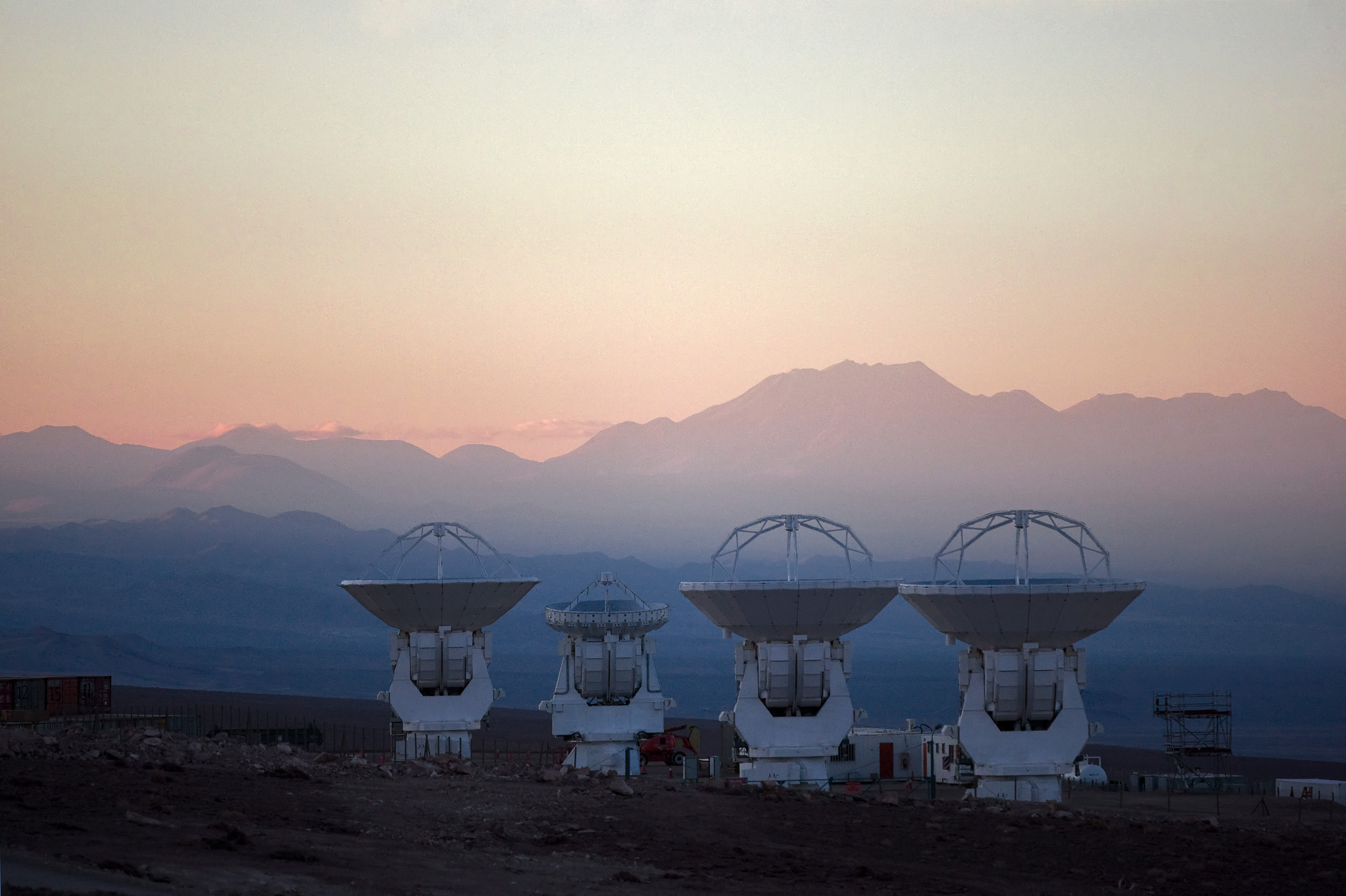
Csillagászati rádióteleszkópok

Mielőtt Jansky megfigyelte a Tejút felől érkező hullámokat az 1930-as években, egyes fizikusok már sejtették, hogy csillagászati objektumokból származhatnak rádióhullámok. Az 1860-as években a Maxwell-egyenletek kimutatták, hogy az elektromágneses sugárzás kapcsolódik az elektromossághoz és a mágnesességhez és bármely hullámhosszon létezhet. Több kísérletet tettek, hogy észlelhessék a Napból jövő rádióhullámokat (például Nikola Tesla és Oliver Lodge), a kezdetleges műszerek miatt nem sikerült észlelni rádióhullámokat.
Karl Jansky az első csillagászati eredetű rádióforrás felfedezését véletlennek köszönheti. A Bell Telephone Laboratories-nál dolgozott mint mérnök, ahol légköri zavarokat vizsgált a transzatlanti hangátvitellel kapcsolatban. Egy nagy irányított antennát használt és azt tapasztalta, hogy a papírra rögzítő készüléke egy ismeretlen eredetű állandóan ismétlődő jelet regisztrált. Mivel a jel csúcsértéke kb. 24 óránként ismétlődött, azt feltételezte, hogy az interferencia forrása a Nap. További vizsgálatok kimutatták, hogy ez a jel nem pontosan a Nap 24 órás ciklusát követi, hanem 23 óra és 56 perces ismétlődő intervallumban jelentkezik. Jansky konzultált barátjával, az asztrofizikus Albert Melvin Skellett-tel, aki rámutatott, hogy ez a jel tipikusan egy csillagászati objektumtól ered.
Miután összehasonlította a megfigyelt jeleket egy csillagászati térképpel, Jansky arra a megállapításra jutott, hogy a jel a Tejútból származik, az erősebb a jel pedig a galaxis központjából, a Sagittarius csillagkép irányából jön. Azt is megállapította, hogy mivel nem volt képes rádiójeleket észlelni a Napból, a furcsa jelek csillagközi gázokból és porból származnak a galaxisból. Felfedezését 1933-ban publikálta. Jansky továbbra is szerette volna vizsgálni a Tejútból származó rádiójeleket, de munkaadója, a Bell Labs egy másik területre irányította, ezért nem tudott a továbbiakban csillagászattal foglalkozni. Mindazonáltal úttörő szerepét a rádiócsillagászatban elismerték azzal, hogy a fluxussűrűség egysége Jansky (Jy).
Grote Reber-et inspirálta Jansky munkássága, és 1937-ben épített egy 9m átmérőjű parabolikus rádióteleszkópot az udvarában. Elkezdte ismételni Jansky megfigyeléseit és rendszeresen végzett égi megfigyeléseket rádiófrekvencián. 1942. február 27-én J.S. Hey, egy brit katonai kutatótiszt detektálta először a Napból érkező rádióhullámokat. 1950-es évek elején Martin Ryle és Antony Hewish a Cambridge-i Egyetemen feltérképezte a rádiós égboltot a Cambridge Interferometer nevű műszerrel, és megalkották a híres 2C és 3C csillagászati rádióforrás katalógusokat.

## Technikák
Rádióasztronómusok számos különböző technikát alkalmaznak az égi objektumok megfigyelésére. Egyes műszerek kizárólag csak egy megcélzott rádióforrásra összpontosítanak. Az égbolt egy nagyobb területét több egymást átlapoló letapogató vevővel lehet feltérképezni. Az átfogó képet analizátor program állítja össze.
A Föld felszínéről történő megfigyelés korlátokkal jár, mivel a hullámok áthaladnak az atmoszférán. Alacsony- vagy nagyfrekvenciákat levágja az ionoszféra, amely visszaveri azokat a frekvenciákat, amelyek a plazma karakterisztikájánál kisebbek. A vízgőz interferál a magasabb frekvenciáknál. Ezért a milliméter hullámhosszúságú rádiócsillagászati megfigyelőket magas és száraz helyekre telepítik, minimalizálva ezt a káros hatást.

## Rádióteleszkópok

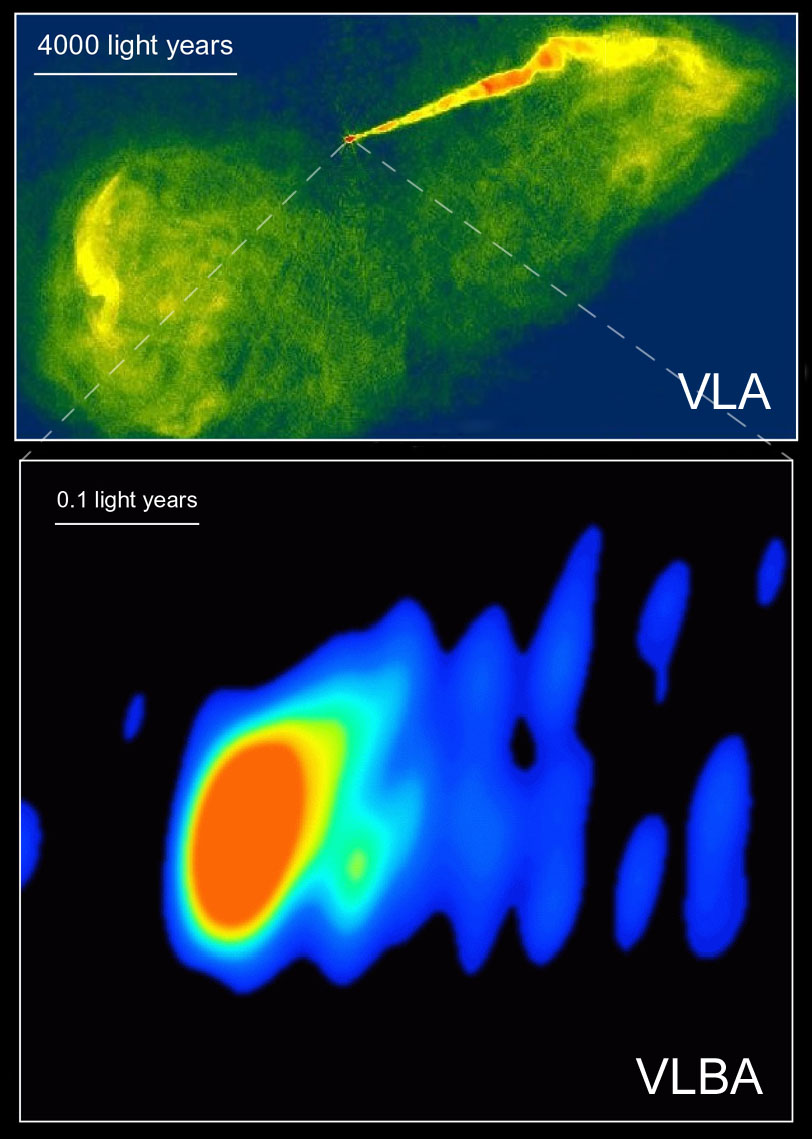
Az M87 galaxis rádió interferometriával, a VLA (Very Large Array) rádiótávcsővel készült képe, és a galaxis központi részéről készült VLBA (Very Long Baseline Array), még nagyobb felbontású kép. A jet-et feltehetően a galaxis közepén elhelyezkedő fekete lyuk hajtja.

Az M87 galaxis interferometrikus képén (VLA) az alsó kép egy VLBA technikával képzett kép, ahol a teleszkópok az USA, Németország, Olaszország, Finnország, Svédország és Spanyolország területén vannak telepítve. A képen a galaxis közepe egy feltételezett fekete lyukból származó hatást mutat.
A rádióteleszkópoknak elég nagynak kell lenniük ahhoz, hogy venni tudják a jeleket kis jel-zaj viszonyt feltételezve.
Mivel a térbeli felbontás függ a rádióteleszkóp átmérőjétől a megfigyelendő elektromágneses hullámhossz függvényében, a rádióteleszkópoknak jóval nagyobbaknak kell lenniük az optikai megfelelőiknél. Például: egy 1 méter átmérőjű optikai teleszkóp 2 milliószor nagyobb, mint a megfigyelt fény hullámhossza, a 0,3 szögmásodperces felbontással, míg egy ennél jóval nagyobb rádióteleszkóp csak egy teljes Hold méretű objektumra jó a felbontásával (30 szögperc).

## Rádió interferometria
Az optikai interferométerek több független távcső fényét egyesítik egy olyan „szintetikus” távcső létrehozása céljából, amelynek nagy felbontású kép-előállítási képessége arányos a távcsövek közötti legnagyobb távolsággal. Ez a válasz a rendkívül nagyméretű, egyetlen tükörből készült távcsövek építésének megfizethetetlen költségeire és óriási technikai nehézségeire.
Egy egyedülálló teleszkóppal csak korlátozott felbontást lehet elérni, ennek kiküszöbölésére született meg a rádió interferometria ötlete. Az interferometrikus mérést egy brit rádió asztronómus Martin Ryle, és ausztrál mérnök, rádió asztronómus és rádiófizikus Joseph Lade Pawsey és Ruby Payne-Scott fejlesztették ki 1946-ban.
Az első rádió interferometrikus mérést csillagászati célból 1946. január 26-án végezte Payne-Scott, Pawsey és Lindsay McCready egy átalakított radar antennával (úgynevezett broadside háló) Sydney mellett 200 MHz-en. Ez a csoport azt az elvet használta fel, hogy egy úgynevezett tengeri-szikla radarral (ami egyébként egy II. világháborús radar volt) figyelték a napfelkeltét és azt az interferenciát, ami a tengerről visszavert sugarak okoztak. Az antennák távolsága (a bázisvonal) 200 méter volt. Az ausztrál csoport megalkotta az apertúra szintézis úttörő elvét, amelyet 1947-ben publikáltak. Apertúra szintézis esetében antennasorozatokat építenek, amelyeknél a megfigyelés során változtatható a bázisvonalak hosszúsága. A tengeri-szikla radaros interferométert többen is használták a II. világháború során Ausztráliában, Iránban és Nagy-Britanniában, amikor repülőgépek felderítésekor interferencia jelenségekkel mérték be a közeledő repülőgépeket a közvetlen visszaverődő radarsugarak és a tengerről visszavert sugarak segítségével.
A Cambridge csoportban Ryle és Vonberg 175 MHz-en figyelte meg a Napot először 1946 júliusában egy Michelson interferométerrel, amely két rádióantennából állt egymástól max. 240 méterig. Kimutatta, hogy a rádiósugárzás kisebb volt, mint 10 szögperc és kör alakú polarizációt észlelt az I típusú kitöréskor. Két másik csoport is észlelt kör alakú polarizációt ugyanabban az időben (David Martyn Ausztráliában és Edward Appleton, J. Stanley Hey-vel az Egyesült Királyságban).
A modern rádió interferométerek egymástól nagy távolságban lévő rádióteleszkópok, amelyek ugyanazt az égi objektumot figyelik és egymással koaxiális kábellel, optikai kábellel vagy más átviteli úton vannak kapcsolatban. Ez nem csak az érzékelhető jelek számát növeli, hanem a felbontást is nagymértékben megnöveli az apertúra szintézis módszerével. Ez a technika a hullámok szuperpozícióján (interferenciáján) alapszik, azaz a különböző teleszkópokon mért hullámok összeadódnak vagy kioltják egymást, aszerint, hogy milyen fázisban vannak egymáshoz képest. Ez egy olyan „összevont” rádiótávcsövet hoz létre, aminek a mérete a két legtávolabbi antenna közötti távolság. Nagy és jó felbontás úgy érhető el, ha sok teleszkóp egymástól elkülönítve, nagy távolságban működik együtt (kettő vagy több teleszkóp közötti távolságot hívják bázisvonalnak (baseline). Például egy „igen nagy háló” (tömb)-ben (Very Large Array) 27 teleszkóp van egyidejűleg 351 független bázisvonalban.

## Nagyon hosszú bázisvonalú interferometria (Very Long Baseline Interferometry /VLBI/)
Az 1970-es évektől felmerült az igény, hogy javítsák a rádió teleszkópokkal mért eredménynek felbontását és stabilitását. Ez vezetett az úgynevezett nagyon hosszú bázisvonalú interferometria létrehozásához.
A VLBI működése: a Föld különböző pontjain lévő teleszkópok között több száz, illetve több ezer km-es távolság van. A beérkező jelek nem közös vevőkészülékbe jutnak, hanem külön-külön, adattárolókon rögzítik őket, időzítő információval, amelyet atomóra szolgáltat. Később az adatokat az ún. korrelátoron összejátsszák, s előállítják az interferenciát. Az egymástól független jelsorozatok időbeli szinkronját atomórákkal biztosítják. A felbontóképesség növelésének csak a Föld átmérője szab határt; az ezt megközelítő bázishosszakon ezred ívmásodperc körüli felbontóképességet értek el. Ennél nagyobb felbontóképesség más módszerrel nem érhető el. A VLBI nagyon alkalmas kis szögátmérőjű rádióforrások (pl. bolygók, rádiócsillagok, kvazárok) vizsgálatára.
Jelenleg a „nagyon hosszú bázisvonalú hálózat” /Very Long Baseline Array/ (Észak-Amerikában telepített teleszkóp hálózat) és az Európai VLBI hálózat (EVN) /European VLBI Network/ működik. Mindegyik külön-külön működik, de alkalmi együttműködés is előfordul a nagyobb felbontás eléréséhez. Ez globális hálózat /Global VLBI/. Van egy Ausztráliában működő VLBI hálózat, a Long Baseline Array.
Korábban a méréseket helyben lévő adattárolókon tárolták és utána hozták össze a korreláció elvégzéséhez. A széles sávú kommunikáció elterjedésével a korreláció online, élőben végezhető el. Ezt a technikát e-VLBI-nek nevezik és az EVN kezdeményezte.
További fejlődési lehetőséget rejtenek a bázisvonal növelésében földi és műholdas rádióteleszkópok együttműködése. 
A 2011-ben felbocsátott orosz RadioAsztron (Szpektr-R) műhold, valamint egy német, három orosz és egy ukrán rádióteleszkóp együttesen 100.000 km-es bázisvonalat ért el. A további tervekben szerepel a bázisvonal növelése 360.000 km-re, ami a föld átmérőjének 30-szorosa. Ezzel a bázisvonallal 1/100.000 ívmásodperces felbontást terveznek elérni.

## Csillagászati rádióforrások

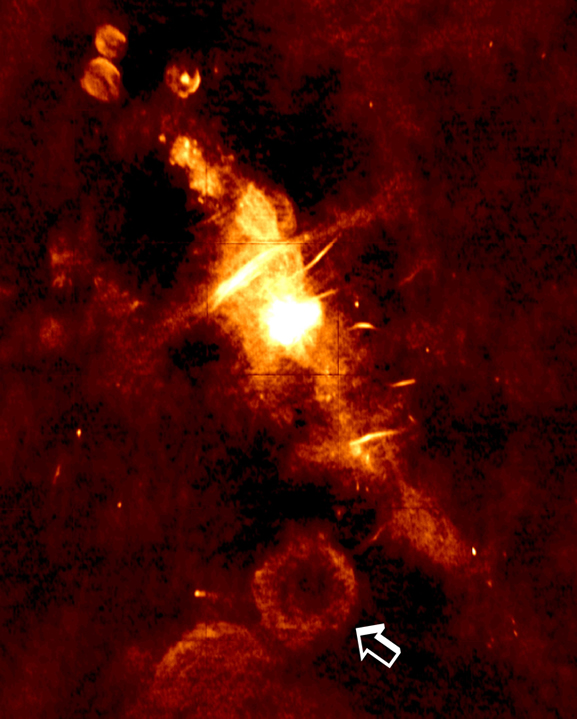
A Tejút központi részének rádiócsillagászati képe

A képen a Tejút központi részének rádióképe látható. A nyíl egy szupernova maradványt mutat, amely egy újonnan felfedezett kirobbanó tranziens alacsonyfrekvenciás rádióforrás, a GCRT J1745-3009.
A rádiócsillagászat alapvető módon megnövelte a csillagászati tudásunkat, különösen különböző égi objektumok osztályánál, mint a pulzároknál, kvazároknál és rádiógalaxisoknál. Ez mind azért van, mert a rádiócsillagászat lehetővé tette olyan dolgokat is meglátni, amiket optikai csillagászat nem tesz lehetővé. Ezek az objektumok képviselik az univerzum legszélsőségesebb és legenergikusabb folyamatait.
A kozmikus mikrohullámú háttérsugárzás észlelését is a rádiócsillagászat tette lehetővé. Mindazonáltal a rádióteleszkópokat közelebbi objektumok megfigyelésére is használják, mint például a Nap és a naptevékenységek detektálására, vagy a bolygók megfigyelésére.

## Rádiócsillagászatra kiosztott frekvenciasávok[8]
Az űrkutatás és a rádiócsillagászat szempontjából legérdekesebb az 1300 – 1700 MHz-es frekvenciatartomány, mert mind a földi légkör, mind a hidrogéngáz ebben a frekvenciatartományban csillapítja a legkevésbé az elektromágneses hullámokat.
Az 1400-1430 MHz a hidrogénvonal frekvenciája, a plazmaállapotú hidrogén ezen a keskeny sávon bocsát ki elektromágneses sugárzást, így a csillagokban, és egyéb plazmaállapotú űrbéli objektumokban történő energiafolyamatok megfigyelésére különösen alkalmas.
Az ITU nemzetközi sávtervben biztosított a rádiócsillagászat számára meghatározott frekvenciákat. A szabályzat szerint ezeken a frekvenciákon tilos mindenféle rádióforgalmazást bonyolítani. Ezeken a frekvenciákon így zavartalanul tud működni a rádiócsillagászat.
A Magyarországon is hatályos frekvenciakiosztás a következő:
| Sáv         | Kezdőfrekvencia (Hz) | Végfrekvencia (Hz) | Prioritás | Az alkalmazás megnevezése                                          |
| ----------- | -------------------- | ------------------ | --------- | ------------------------------------------------------------------ |
| Rövidhullám | 13360000             | 13410000           | 1         | Rádiócsillagászat alkalmazásai                                     |
| Rövidhullám | 25550000             | 25670000           | 1         | Rádiócsillagászat alkalmazásai                                     |
| VHF         | 37500000             | 38250000           | 2         | Rádiócsillagászat alkalmazásai                                     |
| VHF         | 150050000            | 151400000          | 1         | Rádiócsillagászat alkalmazásai                                     |
| VHF         | 151400000            | 153000000          | 1         | Rádiócsillagászat alkalmazásai                                     |
| VHF         | 315000000            | 328600000          | 1         | Rádiócsillagászat alkalmazásai                                     |
| UHF         | 406100000            | 410000000          | 1         | Rádiócsillagászat alkalmazásai                                     |
| UHF         | 608000000            | 614000000          | 2         | Rádiócsillagászat alkalmazásai                                     |
| UHF         | 1370000000           | 1375000000         | 2         | Passzív űrkutatás rendszerei                                       |
| UHF         | 1375000000           | 1400000000         | 2         | Passzív űrkutatás rendszerei                                       |
| UHF         | 1400000000           | 1427000000         | 1         | Földön kívüli forrásból származó szándékos adások passzív kutatása |
| UHF         | 1400000000           | 1427000000         | 1         | Passzív űrkutatás rendszerei                                       |
| UHF         | 1400000000           | 1427000000         | 1         | Rádiócsillagászat alkalmazásai                                     |
| UHF         | 1427000000           | 1452000000         | 1         | Földön kívüli forrásból származó szándékos adások passzív kutatása |
| UHF         | 1452000000           | 1492000000         | 1         | Földön kívüli forrásból származó szándékos adások passzív kutatása |
| UHF         | 1492000000           | 1525000000         | 1         | Földön kívüli forrásból származó szándékos adások passzív kutatása |
| UHF         | 1525000000           | 1559000000         | 1         | Földön kívüli forrásból származó szándékos adások passzív kutatása |
| UHF         | 1559000000           | 1610000000         | 1         | Földön kívüli forrásból származó szándékos adások passzív kutatása |
| UHF         | 1610000000           | 1613800000         | 1         | Földön kívüli forrásból származó szándékos adások passzív kutatása |
| UHF         | 1610600000           | 1613800000         | 1         | Rádiócsillagászat alkalmazásai                                     |
| UHF         | 1613800000           | 1626500000         | 1         | Földön kívüli forrásból származó szándékos adások passzív kutatása |
| UHF         | 1626500000           | 1660500000         | 1         | Földön kívüli forrásból származó szándékos adások passzív kutatása |
| UHF         | 1660000000           | 1660500000         | 1         | Rádiócsillagászat alkalmazásai                                     |
| UHF         | 1660500000           | 1668400000         | 1         | Földön kívüli forrásból származó szándékos adások passzív kutatása |
| UHF         | 1660500000           | 1668400000         | 1         | Passzív űrkutatás rendszerei                                       |
| UHF         | 1660500000           | 1668400000         | 1         | Rádiócsillagászat alkalmazásai                                     |
| UHF         | 1668400000           | 1670000000         | 1         | Földön kívüli forrásból származó szándékos adások passzív kutatása |
| UHF         | 1668400000           | 1670000000         | 1         | Rádiócsillagászat alkalmazásai                                     |
| UHF         | 1670000000           | 1675000000         | 1         | Földön kívüli forrásból származó szándékos adások passzív kutatása |
| UHF         | 1675000000           | 1690000000         | 1         | Földön kívüli forrásból származó szándékos adások passzív kutatása |

## Fordítás
- Ez a szócikk részben vagy egészben  a   Radio astronomy című angol Wikipédia-szócikk ezen változatának fordításán alapul.  Az eredeti cikk szerkesztőit annak laptörténete sorolja fel. Ez a jelzés csupán a megfogalmazás eredetét és a szerzői jogokat jelzi, nem szolgál a cikkben szereplő információk forrásmegjelöléseként.